# خانه عصاری
خانه عصاری مربوط به دوره قاجار است و در شهرستان اردستان، بخش زواره، دهستان ریگستان، روستای تلک آباد، جنب حسینیه تلک آباد واقع شده و این اثر در تاریخ ۲۲ آبان ۱۳۸۶ با شمارهٔ ثبت ۲۰۰۲۸ به‌عنوان یکی از آثار ملی ایران به ثبت رسیده است.